# 내셔널 리그 중부
내셔널 리그 중부(National League Central)는 메이저 리그 베이스볼의 5개팀으로 이루어진 지구이다. 1994년, NL 서부에서 2팀(신시내티 레즈, 휴스턴 애스트로스), NL 동부에서 3팀(시카고 컵스, 피츠버그 파이리츠, 세인트루이스 카디널스)가 참가하면서 설치되었다. 1998년, 중부 지구는 AL 중부에서 밀워키 브루어스가 참가하여 메이저 리그에서 가장 큰 지구가 되었다. 2013년, 휴스턴 애스트로스가 AL 서부로 이동했다. 2024년 지구 우승팀은 밀워키 브루어스이다.

## 현재 소속팀
- 세인트루이스 카디널스 - 설치시 참가, 이전 NL 동부
- 시카고 컵스 - 설치시 참가, 이전 NL 동부
- 신시내티 레즈 - 설치시 참가, 이전 NL 서부
- 밀워키 브루어스 - 1998년 참가, 이전 AL 중부
- 피츠버그 파이리츠 - 설치시 참가, 이전 NL 동부

## 이전 소속팀
- 휴스턴 애스트로스 - 1994년 NL 서부에서 이동, 2013년 AL 서부로 이동

## 같이 보기
- 내셔널 리그 동부
- 내셔널 리그 서부
- 아메리칸 리그 동부
- 아메리칸 리그 중부
- 아메리칸 리그 서부